# 水野一郎
水野 一郎（みずの いちろう、1941年 - ）は、日本の建築家で、水野一郎＋金沢計画研究所主宰。金沢工業大学教授。東京生まれ。1970年代に金沢において伝統工芸を中心とした街作りを提唱した。
1964年（昭和39年）、東京大学工学部建築学科卒業。1966年（昭和41年）、東京芸術大学大学院修士課程建築学専攻修了。1966年（昭和41年）から1976年（昭和51年）まで大谷研究所所属。1976年（昭和51年）に金沢工業大学助教授就任。1979年（昭和54年）、教授就任
鳥越村営住宅別宮 宮の森団地で1984年中部建設賞･建築大臣表彰。「スプリングポイント」で1988年石川県建築賞と1989年金沢都市文化賞。｢金沢リンクス クラブハウス｣で1990年石川県建築賞。｢金沢工業高等専門学校｣で1992年中部建築賞。｢七尾フィッシャーマンズワーフ能登食祭市場｣で1992年中部建築賞。｢小矢部クロスランドセンター及びタワー｣で1994年中部建築賞。獅子ワールド館で日本建築学会作品選奨。金沢工業大学講義棟で1995年中部建築賞。「獅子ワールド館｣で1995年中部建築賞･1996年石川デザイン大賞。金沢市民芸術村で1997年グッドデザイン賞大賞･1996年石川景観大賞のほか、日本建築学会作品選奨、公共建築賞。「手づくり木工館」で、木造コンクール農林水産大臣賞を受賞している。その他作品に吉野谷村営木滑住宅団地-石川県、1992年-や富山城端中学校、など多数。